# Pityrogramma lehmannii
Pityrogramma lehmannii är en kantbräkenväxtart som först beskrevs av Georg Hans Emmo Wolfgang Hieronymus, och fick sitt nu gällande namn av R. Tryon. Pityrogramma lehmannii ingår i släktet Pityrogramma och familjen Pteridaceae. Inga underarter finns listade.